# Stentor roeseli
Stentor roeseli là một sinh vật đơn bào trong chi Stentor. Nó được Ehrenberg phát hiện năm 1835.